# Csiha Judit
Csiha Judit (Kaba, 1950. augusztus 25. –) magyar jogász, politikus, országgyűlési képviselő, privatizációs miniszter.

## Tanulmányai
1968-ban érettségizett a hajdúszoboszlói Hőgyes Endre Gimnáziumban, majd felvették az Eötvös Loránd Tudományegyetem Jogtudományi Karára, ahol 1973-ban végzett. 1982 és 1986 között az Politikai Főiskoláján tanult.

## Rendszerváltás előtti pályafutása
1971-ben lépett be a Magyar Szocialista Munkáspártba. 1973 és 1975 között a VI.–VII. kerületi ügyészség fogalmazója, majd 1981-ig ügyészként dolgozott. Időközben 1978-ban bekerült a VII. Kerületi Tanácsba. 1981-ben került át az MSZMP VII. Kerületi Bizottságába munkatársnak. 1983-ban visszakerült régi munkahelyére, az ügyészség vezetője lett. 1988 és 1990 között a VII. Kerületi Tanács elnöke volt.

## Rendszerváltás utáni pályafutása
1989-ben a Magyar Szocialista Párt alapító tagja. Az 1990-es önkormányzati választáson bejutott a Fővárosi Közgyűlésbe, az MSZP-frakció vezetője volt. 1990-től 1991-ig CEIC-jogtanácsos, majd 1991 és 1994 között, valamint 1998 után ügyvédként is tevékenykedett. 1992 és 1994 között a párt országos elnökségének tagja volt.
Az 1994-es országgyűlési választáson pártja budapesti területi listájáról szerzett mandátumot. Rövid ideig az önkormányzati és rendészeti bizottság alelnöke. Az új kormány megalakulásakor az Igazságügyi Minisztérium politikai államtitkárává nevezték ki. 1996-ban, Suchman Tamás utódjaként a privatizációért felelős tárca nélküli miniszterré nevezték ki. Tisztségét a ciklus végéig viselte.
Az 1998-as országgyűlési választáson a Zuglónak egy részét magába foglaló budapesti 22. egyéni választókerületéből szerzett mandátumot. Ugyanebben az évben újra beválasztották az országos elnökségbe, mely pozíciót 1999-ben történt lemondásáig viselt. 2001-ben az országos választmány alelnökévé választották. Ebben a pozíciójában kétszer megerősítették. Posztját 2007-ig viselte.
2002-ben újra egyéni mandátumot szerzett, az Országgyűlés ügyrendi bizottságának elnöke volt a ciklusban. 2006-ban ismét egyéni mandátumot szerzett. 2008-ban az alkotmány-, igazságügyi és ügyrendi bizottság elnökévé választották. A 2010-es országgyűlési választáson nem indult.
2011-ben csatlakozott az MSZP-ből kiváló, Gyurcsány Ferenc-vezette Demokratikus Koalícióhoz. Az új párt etikai bizottságának tagja.

## Díjai, elismerései
- Zugló díszpolgára (2024)[1]

## Családja
Elvált. Két ikerfiú gyermeke született, közgazdászok.